# Црква Светог Климента у Мостаћима
Црква Светог Климента у Мостаћима је храм Српске православне цркве који се налази у Требињу у Републици Српској. Припада Епархији захумско-херцеговачкој. Храм је посвећен Светом Клименту, а подигнут је током 15. вијека. Национални је споменик Босне и Херцеговине.

## Историја
Подигнута је на десној обали ријеке Требишњице у Мостаћима, Требиње. Саграђена је у 15. вијеку, а посвећена је Клименту Римском.
Црква је живописана у доба српског патријарха Пајсија I (1614-1647) и херцеговачког митрополита Симеона (1615-1630), те да је ктитор живописа био Радоје Михаљевић. Цркву је живописао 1623. године рука „грешнаго изуграфа Василије”. Овај запис је за сада једини познати документ који спомиње Радоја Михаљевића и живописца Василија.

## Одлике
Подигнута је на терену под нагибом, а грађена је у тпичном средњовјековном приморском стилу. Црква Светог Климента у Мостаћима је једнобродна црква која се на истоку завршава полукружном апсидом и изнутра и споља. Мањих је димензија, а унутрашње димензије храма без апсиде износе 5,40 м, а ширине 3,35 м.